# کلیسای کاشوتی
کلیسای کاشوتی جرجیس (گرجی: ქაშვეთის წმინდა გიორგის სახელობის ტაძარი) یک کلیسای ارتدکس گرجی است که در مرکز تفلیس گرجستان در خیابان روستاولی قرار دارد.

## نگارخانه

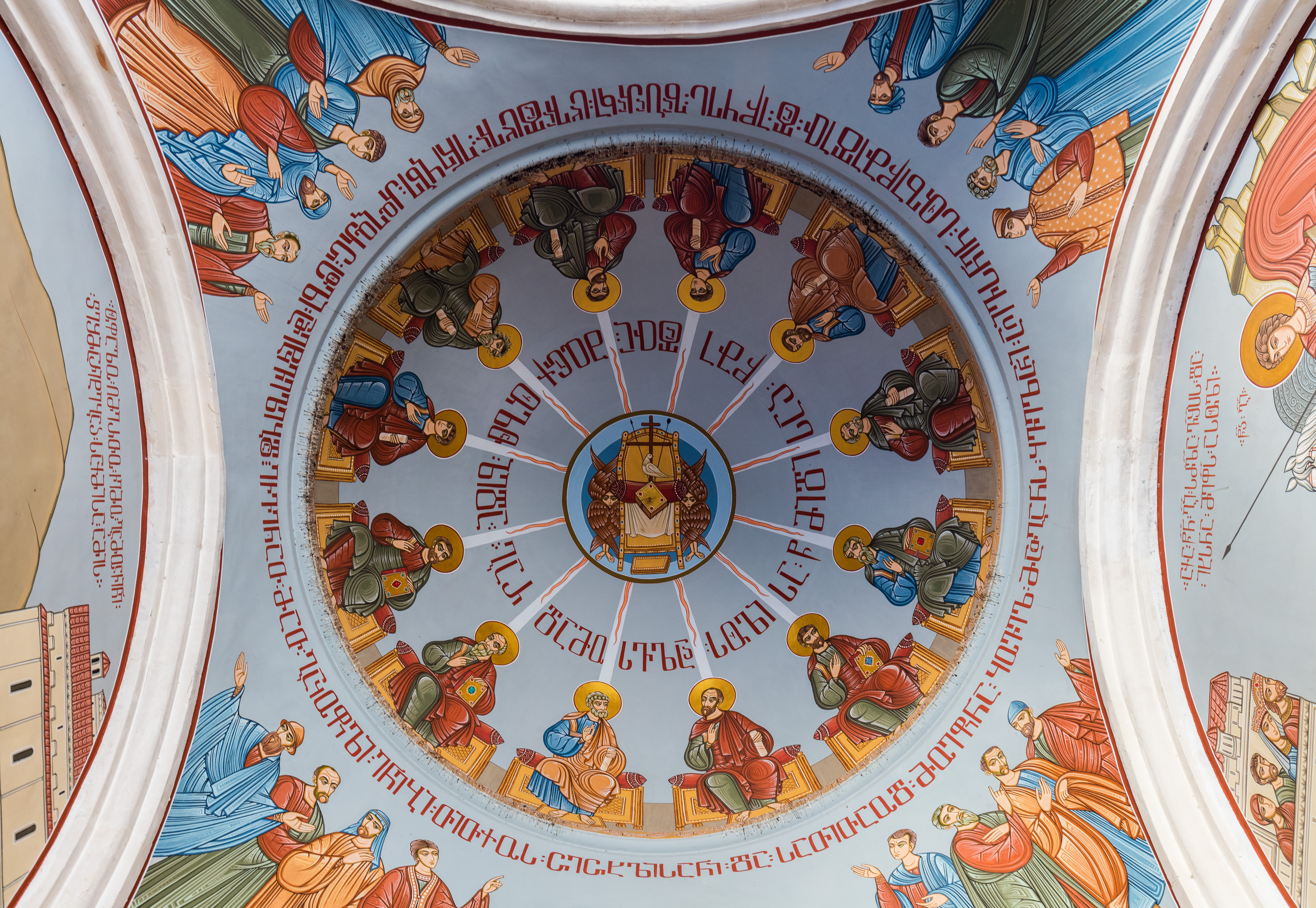